# Theridion pumilio
Theridion pumilio là một loài nhện trong họ Theridiidae.
Loài này thuộc chi Theridion. Theridion pumilio được Arthur T. Urquhart. miêu tả năm 1886.